# Chloreuptychia sericeella
Chloreuptychia sericeella är en fjärilsart som beskrevs av Bates 1865. Chloreuptychia sericeella ingår i släktet Chloreuptychia och familjen praktfjärilar. Inga underarter finns listade i Catalogue of Life.